# الإسلام في أرمينيا
يتألف المسلمون في أرمينيا من إيرانيين وأعراق مختلفة، وفقاً لتعداد السكان عام 2011 بلغ عدد المسلمين في أرمينيا حوالي 812 شخص.
في سنة 2009 ذكر مركز بيو للدراسات أن أقل من 0.1% من السكان مسلمون حيث يبلغ عددهم الألف نسمة فقط. وذكر أيضا التقرير أن المعلومات حول أرمينيا تم أخذها من المسح الديموغرافي والصحي سنة 2000 حيث لا توجد أي إشارة حول الإسلام.
مع غزوات السلاجقة في القرنين الحادي عشر والثاني عشر، حل العنصر التركي في نهاية المطاف محل العرب والكرد. مع تأسيس الدولة الصفوية الفارسية، والدولة الأفشارية، والزندية والقاجارية، أصبحت أرمينيا جزءاً لا يتجزأ من العالم الفارسي الشيعي، مع الحفاظ على هوية مسيحية مستقلة نسبيًا. أجبرت الضغوط التي فرضت من قبل الدول الإسلامية العديد من الأرمن في الأناضول وما هو اليوم أرمينيا على اعتناق الإسلام والاندماج في المجتمع الإسلامي. أجبر العديد من الأرمن أيضًا على اعتناق الإسلام، بعقوبة الإعدام، خلال سنوات الإبادة الجماعية للأرمن.
خلال عام 1988 وعام 1991 فر العديد من المسلمين الأذربيجانيين والأكراد إلى خارج البلاد بسبب الحرب بين أرمينيا وأذربيجان على إقليم قرة باغ لكن الأكراد اليزيديين البالغ عددهم حوالي 70 ألف نسمة لم يتأثروا من هذا النزاع. منذ أوائل التسعينات استطاعت أرمينيا اجتذاب مختلف الفرق الباطنية والطائفية.

## الغزو العربي والثورات الأرمينية

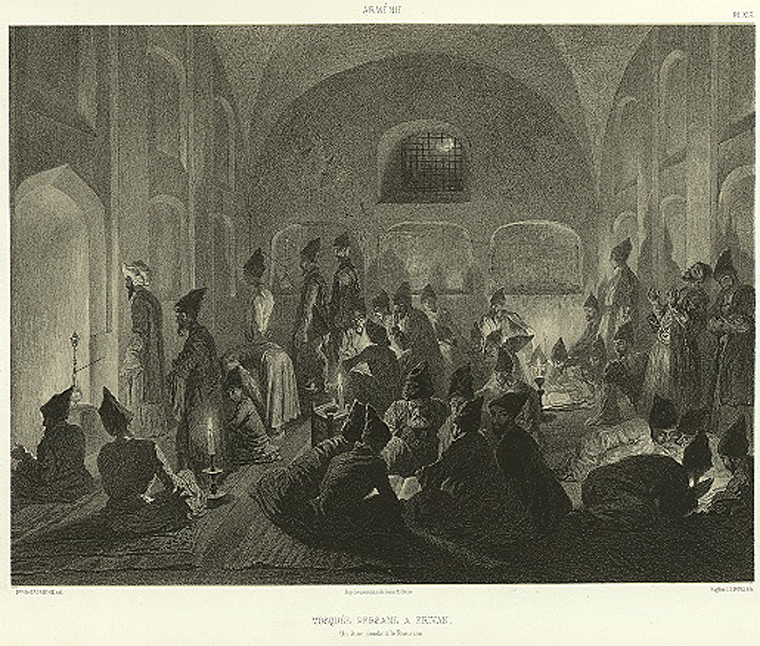
مسجد بيرساني في يريفان سنة 1847

أول غزوة قام بها العرب المسلمون على أرمينيا كان في سنة 640. قاد الأمير تيودوروس رشوتني المقاومة بنفسه. في سنة 652 تم توقيع اتفاقية سلام على أساس منح الأرمن حرية اعتناق الدين. سافر الأمير تيودوروس إلى دمشق حيث تم التعريف به حاكما لأرمينيا، جورجيا، وألبانيا. بنهاية القرن السابع الميلادي سياسة الخلافة الإسلامية تجاه أرمينيا والأرمن المسيحيين تغيرت لعدة أسباب. أرسل الخليفة ممثلين عنه إلى حكومة أرمينيا وأقاموا في مدينة دفين التي كانت مقر إقامة الأرمن الكاثوليك. [محل شك]

## السكان المسلمون والمعالم الأثرية في أرمينيا

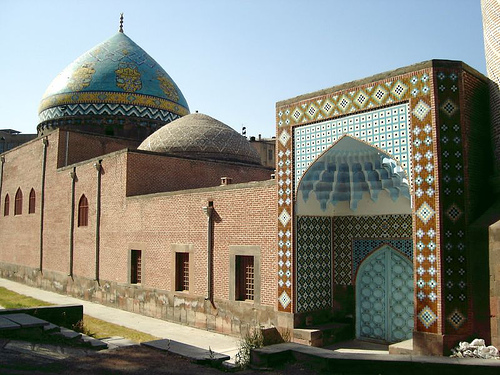
المسجد الأزرق في يريفان

في مطلع القرن العشرين كان عدد سكان يريفان يبلغ 29 ألف نسمة حيث يبلغ الأتراك والأكراد البدويين وأنصاف البدويين 49% بينما تبلغ نسبة الأرمن 48% والروس 2%. وفقا لموسوعة بروكهوس وإيفرون فإنه كان يوجد 7 مساجد للشيعة. المسجد الأزرق هو المسجد الوحيد الذي ما زال قائما في يريفان حتى اليوم. في سنة 1990 تم هدم مسجد في يرفان بجرافة. عالم الآثار فيليب لام كول قال أن نادرا ما يوجد أثر للحياة الإسلامية في أرمينيا وخاصة في يريفان. ونقلا عن معلومات عن ديموغرافيا أرمينيا قبل الغزو الروسي يخلص كول إلى:

## القرآن

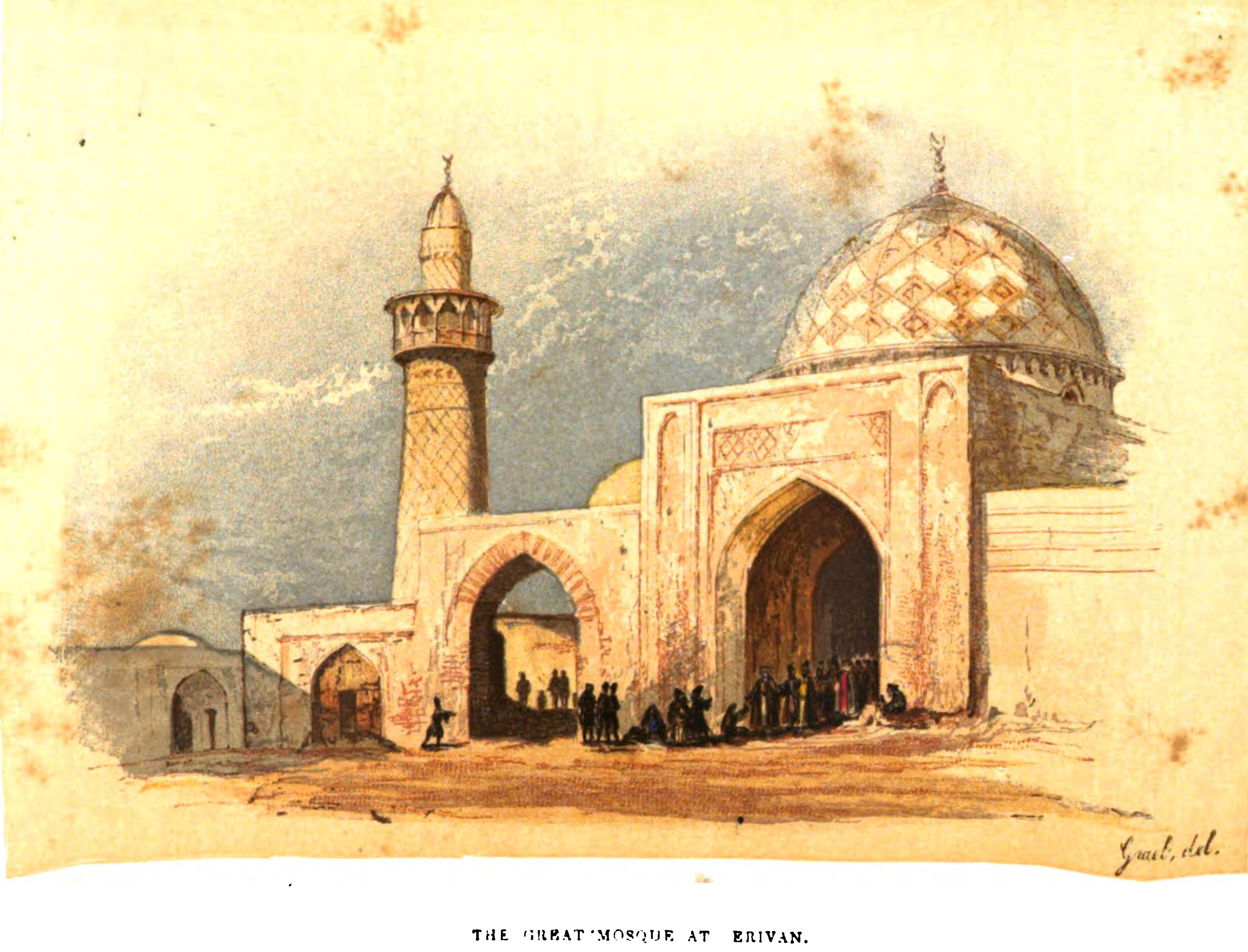
المسجد الكبير في يريفان سنة 1854

توجد نسخة من القرآن مترجمة من اللغة العربية إلى اللغة الأرمينية الكلاسيكية المعروفة باسم غرابار وقد ظهرت للمرة الأولى أول نسخة مطبوعة في سنة 1910. في سنة 1912 تمت ترجمة القرآن من اللغة الفرنسية إلى اللغة الأرمينية والتين كانتا تتنإسبان مع لهجة الأرمن الغربيين بينما قامت سفارة إيران في يريفان بترجمة القرآن إلى لغة تتناسب مع الأرمن الشرقيين وقد أنجز الترجمة إدفارد هاخفيرديان من اللغة الفارسية في 3 سنوات. مجموعة من علماء اللغة العربية ساعدوا في الترجمة وقد وافق مركز الدراسات القرآنية الذي مقره في طهران على النسخة المترجمة. تم نشر ألف نسخة من القرآن المترجم في سنة 2007 ثم أعقبها نشر 3 آلاف نسخة إضافية.

## الأرمن المسلمون البارزون
- علي الأرميني : قائد عسكري مسلم أرميني في منتصف القرن التاسع حيث كان واليا لأرمينيا وأذربيجان تحت حكم الدولة العباسية.[17]
- الأفضل شاهنشاه : مسلم أرميني[18] كان وزير أول في الدولة الفاطمية في القاهرة.
- بدر الدين لولو : اعتنق الإسلام[19] ثم أصبح حاكما على الموصل بعد الزنكيون.
- فرقد السبخي : واعظ إسلامي وأحد تلامذة الحسن البصري[20] ولديه معلومات وفيرة حول الديانتين المسيحية واليهودية.[21]
- فيروز : اعتنق الإسلام[22] ثم عمل جاسوسا لصالح بوهيموند الأول أثناء حصار أنطاكية.[23]
- ميلخ أمير أرمينيا الصغرى : كان الأمير الثامن على أرمينيا الصغرى.

## وصلات خارجية
- وكالة الاستخابارات الأمريكية - كتاب العالم السنوي